# Blue Tears
I Blue Tears furono un gruppo hair metal statunitense formato nel 1983 a Jackson, Tennessee.

## Storia
I Blue Tears vennero fondati a Jackson da Greg Fulkerson all'età di 17 anni con alcuni suoi compagni del college, alcuni dei quali pare che avessero addirittura 8 o 9 anni. Crescendo di popolarità, i Blue Tears passarono rapidamente da un pubblico delle scuole superiori a concerti di fronte a mille persone, e vennero aiutati da una radio locale che spesso trasmetteva le loro prime demo. Alcune di queste demo, tra cui molte registrate nella stanza da letto di Fulkerson, verranno a comporre l'album di debutto.
La sponsorizzazione delle radio locali portò le registrazioni nelle mani della compagnia Left Bank di Los Angeles, gestita da Allen Kovac. Seguì un accordo con la MCA Records.
La traccia "Innocent Kiss" venne poi registrata da Tim Karr nel suo album Rubbin Me The Right Way prima che l'originale venisse registrata per il debutto della band dal titolo di Blue Tears. Nel 1993 la loro traccia irrealizzata "Slip anf Fall" venne reinterpretata dagli Every Mother's Nightmare ed inserita nel loro disco Wake Up Screaming.
Fulkerson successivamente lavorò con l'ex-forntman degli Stryper Michael Sweet nel suo album solista. Dal 2002 Fulkerson ed il bassista Michael Spears fondarono il progetto Attraction 65.
Nel 2005 giunsero alcune voci che l'etichetta australiana Suncity Records stava progettando di pubblicare del materiale dei Blue Tears contenente tracce inedite. Tornati in attività live, i blue Tears inaugurarono lo show britannico con un'apparizione al Firefest 2 festival al Rock City di Nottingham, assieme ad Harem Scarem, Power Quest, Balance of Power, Danger Danger e House of Lords. In questi show, il ruolo di tastierista venne affidato a Paul Hodson, noto per la sua collaborazione con i Magnum.
In settembre venne rivelato che i Blue Tears avevano firmato per l'etichetta tedesca AOR Heaven per un nuovo album. Verrà pubblicato nel 2006 il secondo album in studio intitolato The Innocent Ones. Greg Fulkerson è morto nel sonno a 44 anni il 14 aprile 2009 nella sua casa di FranklinFranklin (Tennessee): le cause del decesso non sono ancora chiare.

## Lineup

### Ultima
- Gregg Fulkerson - voce, chitarra
- Bryan Wolski - basso
- Robert Streets - batteria

### Ex componenti
- Mike Spears - basso
- Charlie Lauderdale - batteria
- Bryan Hill - chitarra

## Discografia

### Album in studio
- 1990 - Blue Tears
- 2006 - The Innocent Ones

### Raccolte
- 2005 - Dancin' on the Back Streets
- 2005 - Mad, Bad and Dangerous